# Trikameralizm
Trikameralizm (trzyizbowość) – element ustroju politycznego, polegający na istnieniu trzech izb w parlamencie. Przed zniesieniem apartheidu występował w Południowej Afryce, gdzie w każdej z trzech izb znajdowali się przedstawiciele innej rasy. Inne przykłady trikameralizmu to Islandia w latach 1875-1991, Indonezja, parlament wyspy Man Tynwald ,  a we Francji Stany Generalne, Konsulat i I Cesarstwo Francuskie.